# Шевалье, Венсан
Жак-Луи́-Венса́н Шевалье́ (фр. Jacques-Louis-Vincent Chevalier; 22 декабря 1770, Париж — 29 ноября 1841, там же) — французский оптик.

## Биография
Жан-Луи-Венсан Шевалье родился 22 сентября 1770 года в Париже. Его отец Луи-Венсан Шевалье владел мастерской на Ке-де-л‘Орлож, 31, где занимался изготовлением зеркал и оптических инструментов. В 1792 году Венсан записался добровольцем в армию, а вернувшись домой в 1803-м, обнаружил, что его отец умер; тогда он взял на себя управление семейным бизнесом. Первое время работал по заказам других оптиков в небольшой мастерской на Рю-де-Грелелль, в частности изготавливал линзы для оптического телеграфа для Клода Шаппа. В 1805 году вернулся на Ке-де-л’Орлож, где открыл мастерскую в доме № 21 bis. В 1810 году переехал в большее по размеру помещение в доме 67 на той же улице, а в 1818 году расширил мастерскую за счёт соседнего дома № 69.
В 1815 году начал производство защитных линз для очков нейтрального и тёмно-синего цветов, разработанных аббатом Алексисом-Мари де Рошоном. В 1817 году доработал изобретение Рошона и начал выпуск защитных очков с линзами тёмно-серого и дымчатого цветов. В 1819 году изобрёл камеру-обскуру с выпукло-вогнутой линзой (в книге внука Венсана Шевалье Артюра говорится, что настоящим изобретателем этой камеры-обскуры был сын Венсана Шарль Луи, и что патент был оформлен на имя Венсана только из-за несовершеннолетия изобретателя).
С 1822 года Венсан Шевалье и его сын начали производство микроскопов, в конструкцию которых Венсан внёс несколько существенных изменений, опираясь на теоретические рассуждения Леонарда Эйлера. В 1823 году на состоявшейся в Лувре выставке Венсан Шевалье получил благодарственный диплом.
В конце 1824 года Венсан Шевалье познакомился с художником Луи Дагером, который использовал камеру-обскуру для своих работ. После этого Дагер регулярно посещал мастерскую Шевалье для приобретения линз. Однажды Дагер рассказал Шевалье о том, что ему удалось зафиксировать изображение, полученное при помощи камеры-обскуры. В 1826 году к Шевалье наведался полковник Давид Ньепс, который рассказал, что ему нужна линза для его племянника Нисефора Ньепса, которому также удалось получить и зафиксировать фотоизображение. Шевалье вспомнил о Дагере и дал его адрес Ньепсу, посоветовав двум изобретателям наладить контакт между собой, что в конечном итоге привело к изобретению фотографии. С 1826 по 1829 год Венсан Шевалье и его сын Шарль поставили Ньепсу несколько линз различных видов, адаптированных из используемых в их микроскопах, включая выпукло-вогнутые линзы, ахроматические двояковыпуклые линзы и призмы Волластона.
С 1832 года Шарль Шевалье из-за финансовых разногласий прекратил деловое сотрудничество с отцом и стал работать самостоятельно. О деятельности Венсана в последующие годы ничего не известно. Он скончался 29 ноября 1841 года, после чего его фирма объединилась с фирмой его сына.